# Fred Grim
Johann Georg Friedrich Grim (Amsterdam, 17 agosto 1965) è un dirigente sportivo, allenatore di calcio ed ex calciatore olandese, di ruolo portiere, capo formazione delle giovanili dell'Ajax.

## Carriera

### Giocatore
Cresciuto nell'Ajax, il suo primo club professionistico è stato il Cambuur dove è rimasto per tre stagioni, prima di passare al Leeuwarden in cui ha giocato da titolare per quattro anni collezionando 180 presenze. Nel 1994 torna all'Ajax per fare la riserva di Edwin van der Sar, ereditandone il posto da titolare dopo il suo passaggio alla Juventus. Nella capitale collezionerà diversi successi in campo nazionale ed internazionale; nei lancieri ha anche chiuso la sua carriera nel 2002.

### Allenatore
Dal 1º luglio 2004 al 16 marzo 2005 è stato l'allenatore dell'Ajax Jong. Dal 16 marzo 2005 al 30 giugno 2007 è stato il preparatore dei portieri dell'Ajax, prima con Danny Blind e successivamente con Henk ten Cate. Dal 1º luglio 2007 all'11 novembre 2007 è stato vice allenatore di Gert Aandewiel allo Sparta Rotterdam. Il 23 giugno 2009 ritorna nello staff dell'Ajax è vice allenatore e preparatore dei portieri di Pieter Huistra all'Ajax Jong e preparatori dei portieri della selezione A-1. Il 3 gennaio 2011 con l'approdo di Frank de Boer ad allenare in prima squadra, allena la selezione A-1 dei lancieri con l'assistenza di Dennis Bergkamp e di Ronald de Boer nel 2011-2012. In questa stagione giunge in finale della NextGen Series, persa per 5-3 ai rigori contro i pari età dell'Inter. L'11 ottobre 2012 lascia i lancieri per approdare alla guida tecnica dell'Almere City nella serie B olandese in sostituzione di Dick de Boer. Il 22 giugno 2015 lascia la guida del club olandese è accetta l'offerta della KNVB di diventare tecnico dell'Under-21. Il 23 settembre 2016 diventa assistente di Danny Blind all'Olanda, in sostituzione di Dick Advocaat che è passato alla guida del Fenerbahçe. Il 26 marzo 2017 diventa allenatore ad interim dell'Olanda in sostituzione dell'esonerato Danny Blind. Dopo due giorni esordisce alla guida dei Oranje nell'amichevole contro l'Italia persa per 2-1 ad Amsterdam. Il 4 giugno guida per l'ultima volta gli Oranje nell'amichevole contro la Costa d'Avorio vinta per 5 a 0, chiude la sua avventura con 2 vittorie e 1 sconfitta. Dopo due giorni con la nomina di Dick Advocaat come commissario tecnico ritorna al ruolo di assistente. Il 15 novembre lascia gli Oranje in concomitanza alle dimissioni di Dick Advocaat. 

Il 25 dicembre segue Advocaat allo Sparta Rotterdam. Dopo la retrocessione Grim diventa l’allenatore dell’RKC Waalwijk in seconda serie; con l'8º posto accede ai play-off che riesce a vincere contro il Go Ahead Eagles riportando il club in Eredivisie. Nel  maggio del 2021 viene annunciato come nuovo allenatore del Willem II; nel marzo del 2022 viene sostituito da Kevin Hofland.
Dall'estate del 2023 allena l'Emmen, appena retrocesso in Eerste Divisie.

## Statistiche

### Allenatore

#### Club
Statistiche aggiornate al 24 luglio 2020. In grassetto le competizioni vinte.
| Stagione            | Squadra             | Campionato          | Campionato | Campionato | Campionato | Campionato | Coppe nazionali | Coppe nazionali | Coppe nazionali | Coppe nazionali | Coppe nazionali | Coppe continentali | Coppe continentali | Coppe continentali | Coppe continentali | Coppe continentali | Altre coppe | Altre coppe | Altre coppe | Altre coppe | Altre coppe | Totale | Totale | Totale | Totale | % Vittorie | Piazzamento |
| Stagione            | Squadra             | Comp                | G          | V          | N          | P          | Comp            | G               | V               | N               | P               | Comp               | G                  | V                  | N                  | P                  | Comp        | G           | V           | N           | P           | G      | V      | N      | P      | %          | Piazzamento |
| ------------------- | ------------------- | ------------------- | ---------- | ---------- | ---------- | ---------- | --------------- | --------------- | --------------- | --------------- | --------------- | ------------------ | ------------------ | ------------------ | ------------------ | ------------------ | ----------- | ----------- | ----------- | ----------- | ----------- | ------ | ------ | ------ | ------ | ---------- | ----------- |
| ott. 2012-2013      | Almere City         | EED                 | 22         | 9          | 1          | 12         | CO              | 1               | 0               | 0               | 1               | -                  | -                  | -                  | -                  | -                  | -           | -           | -           | -           | -           | 23     | 9      | 1      | 13     | 39,13      | Sub, 13°    |
| 2013-2014           | Almere City         | EED                 | 38         | 11         | 8          | 19         | CO              | 1               | 0               | 0               | 1               | -                  | -                  | -                  | -                  | -                  | -           | -           | -           | -           | -           | 39     | 11     | 8      | 20     | 28,21      | 18°         |
| 2014-2015           | Almere City         | EED                 | 38+2       | 13         | 9+1        | 16+1       | CO              | 2               | 0               | 1               | 1               | -                  | -                  | -                  | -                  | -                  | -           | -           | -           | -           | -           | 42     | 13     | 11     | 18     | 30,95      | 10°         |
| Totale Almere City  | Totale Almere City  | Totale Almere City  | 98+2       | 33         | 18+1       | 47+1       |                 | 4               | 0               | 1               | 3               |                    | -                  | -                  | -                  | -                  |             | -           | -           | -           | -           | 104    | 33     | 20     | 51     | 31,73      |             |
| 2018-2019           | RKC Waalwijk        | EED                 | 38+6       | 18+2       | 5+3        | 15+1       | CO              | 3               | 2               | 0               | 1               | -                  | -                  | -                  | -                  | -                  | -           | -           | -           | -           | -           | 47     | 22     | 8      | 17     | 46,81      | 8°, (prom.) |
| 2019-2020           | RKC Waalwijk        | E                   | 26         | 4          | 3          | 19         | CO              | 1               | 0               | 0               | 1               | -                  | -                  | -                  | -                  | -                  | -           | -           | -           | -           | -           | 27     | 4      | 3      | 20     | 14,81      | [ 11 ]      |
| 2020-2021           | RKC Waalwijk        | E                   | 34         | 7          | 9          | 18         | CO              | 1               | 0               | 1               | 0               | -                  | -                  | -                  | -                  | -                  | -           | -           | -           | -           | -           | 35     | 7      | 10     | 18     | 20,00      | 15°         |
| Totale RKC Waalwijk | Totale RKC Waalwijk | Totale RKC Waalwijk | 98+6       | 29+2       | 17+3       | 52+1       |                 | 5               | 2               | 1               | 2               |                    | -                  | -                  | -                  | -                  |             | -           | -           | -           | -           | 109    | 33     | 21     | 55     | 30,28      |             |
| 2021-mar. 2022      | Willem II           | E                   | 25         | 6          | 4          | 15         | CO              | 1               | 0               | 0               | 1               | -                  | -                  | -                  | -                  | -                  | -           | -           | -           | -           | -           | 26     | 6      | 4      | 16     | 23,08      | Eson        |
| 2023-2024           | Emmen               | EED                 | 32         | 13         | 6          | 13         | CO              | 1               | 0               | 0               | 1               | -                  | -                  | -                  | -                  | -                  | -           | -           | -           | -           | -           | 33     | 13     | 6      | 14     | 39,39      |             |
| Totale carriera     | Totale carriera     | Totale carriera     | 261        | 83         | 49         | 129        |                 | 11              | 2               | 2               | 7               |                    | -                  | -                  | -                  | -                  |             | -           | -           | -           | -           | 272    | 85     | 51     | 136    | 31,25      |             |

#### Nazionale olandese
| Squadra     | Naz                    | dal           | al            | Record | Record | Record | Record     | Record | Record | Record | Record |
| G           | V                      | N             | P             | GF     | GS     | DR     | % Vittorie |        |        |        |        |
| ----------- | ---------------------- | ------------- | ------------- | ------ | ------ | ------ | ---------- | ------ | ------ | ------ | ------ |
| Paesi Bassi | Paesi Bassi (bandiera) | 26 marzo 2017 | 6 giugno 2017 | 3      | 2      | 0      | 1          | 8      | 3      | +5     | 66,67  |

##### Panchine da commissario tecnico della nazionale olandese
| Cronologia completa delle presenze e delle reti in nazionale ― Paesi Bassi | Cronologia completa delle presenze e delle reti in nazionale ― Paesi Bassi | Cronologia completa delle presenze e delle reti in nazionale ― Paesi Bassi | Cronologia completa delle presenze e delle reti in nazionale ― Paesi Bassi | Cronologia completa delle presenze e delle reti in nazionale ― Paesi Bassi | Cronologia completa delle presenze e delle reti in nazionale ― Paesi Bassi | Cronologia completa delle presenze e delle reti in nazionale ― Paesi Bassi | Cronologia completa delle presenze e delle reti in nazionale ― Paesi Bassi |
| Data                                                                       | Città                                                                      | In casa                                                                    | Risultato                                                                  | Ospiti                                                                     | Competizione                                                               | Reti                                                                       | Note                                                                       |
| -------------------------------------------------------------------------- | -------------------------------------------------------------------------- | -------------------------------------------------------------------------- | -------------------------------------------------------------------------- | -------------------------------------------------------------------------- | -------------------------------------------------------------------------- | -------------------------------------------------------------------------- | -------------------------------------------------------------------------- |
| 28-3-2017                                                                  | Amsterdam                                                                  | Paesi Bassi                                                                | 1 – 2                                                                      | Italia                                                                     | Amichevole                                                                 | autorete                                                                   | Cap: K.Strootman                                                           |
| 31-5-2017                                                                  | Agadir                                                                     | Marocco                                                                    | 1 – 2                                                                      | Paesi Bassi                                                                | Amichevole                                                                 | Quincy Promes Vincent Janssen                                              | Cap: J.Zoet                                                                |
| 4-6-2017                                                                   | Rotterdam                                                                  | Paesi Bassi                                                                | 5 – 0                                                                      | Costa d'Avorio                                                             | Amichevole                                                                 | 2 Joël Veltman Arjen Robben (rig.) Davy Klaassen Vincent Janssen           | Cap: K.Strootman                                                           |
| Totale                                                                     |                                                                            | Presenze                                                                   | 3                                                                          |                                                                            | Reti                                                                       | 8                                                                          |                                                                            |

## Palmarès

### Competizioni nazionali
- Campionato olandese: 4

Ajax: 1994-1995, 1995-1996, 1997-1998, 2001-2002
- Coppa dei Paesi Bassi: 3

Ajax: 1998, 1999, 2002

### Competizioni internazionali
- UEFA Champions League: 1

Ajax: 1994-1995
- Supercoppa UEFA: 1

Ajax: 1995
- Coppa Intercontinentale: 1

Ajax: 1995